# Tom Schneider
Tom Schneider (* 24. Dezember 1959 in Indianapolis, Indiana) ist ein professioneller US-amerikanischer Pokerspieler. Bevor er seine Pokerkarriere 2002 startete, war er ein erfolgreicher Geschäftsmann in Arizona. Schneider trägt den Spitznamen Donkey Bomber und ist vierfacher Braceletgewinner der World Series of Poker, bei der er 2007 als Spieler des Jahres ausgezeichnet wurde.

## Pokerkarriere

### Werdegang
Schneider ist Autor des Buches Oops! I Won Too Much Money: Winning Wisdom from the Boardroom, das nicht nur von Poker, sondern auch von wirtschaftlichen Aspekten handelt.
Bei der World Poker Tour verbuchte er 2006 seinen ersten finanziellen Erfolg, als er beim Main Event in Reno Dritter wurde und 256.000 US-Dollar gewann. 2007 gewann Schneider bei der World Series of Poker (WSOP) im Rio All-Suite Hotel and Casino am Las Vegas Strip zwei Turniere und damit zwei Bracelets. Zudem erreichte er den Finaltisch eines Events in der gemischten Variante H.O.R.S.E. und belegte den vierten Platz. Für diese Leistungen erhielt Schneider den WSOP Player of the Year Award. Bei der WSOP 2013 gewann Schneider zwei weitere Bracelets.
Insgesamt hat sich Schneider mit Poker bei Live-Turnieren knapp 2,5 Millionen US-Dollar erspielt.

### Braceletübersicht
Schneider kam bei der WSOP 53-mal ins Geld und gewann vier Bracelets:
| Jahr | Buy-in (in $) | Turnier                  | Teilnehmer | Preisgeld (in $) |
| ---- | ------------- | ------------------------ | ---------- | ---------------- |
| 2007 | 2500          | Omaha/Stud High/Low      | 327        | 214.347          |
| 2007 | 1000          | Seven Card Stud High/Low | 668        | 147.713          |
| 2013 | 1500          | H.O.R.S.E.               | 862        | 258.960          |
| 2013 | 5000          | H.O.R.S.E.               | 261        | 318.955          |